# 어드밴스 워즈
《어드밴스 워즈》(Advance Wars)는 인텔리전트 시스템즈가 개발하고 닌텐도가 배급한 2001년 턴제 전략 게임이다. 《워즈》 시리즈 일곱 번째 게임으로 게임보이 어드밴스 플랫폼으로 발매됐다. 일본판 제목은 《게임보이 워즈 어드밴스》이다.
가상의 대륙에서 대치하는 두 국가, 오렌지 스타와 블루 문이 한 충돌을 계기로 선전포고해 발발한 대전쟁이 배경이다. 각국의 군대가 배치된 스테이지를 배경으로 전략과 전투가 진행되는 턴 방식으로 진행해 승리하는 것이 목표이다.
2004년 후속작 《어드밴스 워즈 2: 블랙 홀 라이징》이 발매됐다. 2023년 닌텐도 스위치로 리메이크 《어드밴스 워즈 1+2: 리부트 캠프》가 출시됐다.

## 반응
《어드밴스 워즈》는 출시 당시 리뷰 애그리게이터 웹사이트 메타크리틱에서 92/100점을 기록해 "전폭적인 호평"을 받았다.

### 내용주
1. ↑  영어: ゲームボーイウォーズアドバンス

### 참조주
1. 1 2  “Advance Wars for Game Boy Advance Reviews”. 《Metacritic》. 2011년 10월 2일에 원본 문서에서 보존된 문서. 2011년 6월 30일에 확인함.
2. ↑  Gavin Frankle. “Advance Wars - Review”. 《AllGame》. 2014년 11월 14일에 원본 문서에서 보존된 문서. 2017년 1월 21일에 확인함.
3. ↑  Edge staff (December 2001). “Advance Wars Review”. 《Edge》 (104). 2012년 4월 12일에 원본 문서에서 보존된 문서. 2017년 1월 21일에 확인함.
4. ↑  Edge staff (October 2013). “The ten amendments: we crown seven games from the last 20 years of Edge with a retrospective 10”. 《Edge》 (Future plc) (259). 2013년 9월 20일에 원본 문서에서 보존된 문서. 2017년 1월 21일에 확인함.
5. ↑  EGM staff (October 2001). “Advance Wars”. 《Electronic Gaming Monthly》. 156쪽.
6. ↑  Bramwell, Tom (2002년 1월 20일). “At long last, War”. 《Eurogamer》. 2007년 6월 14일에 원본 문서에서 보존된 문서. 2011년 6월 30일에 확인함.
7. ↑  Andy McNamara (September 2001). “Advance Wars”. 《Game Informer》. 101호. 2009년 3월 27일에 원본 문서에서 보존된 문서. 2017년 1월 21일에 확인함.
8. ↑  Uncle Dust (2001년 9월 10일). “Advance Wars Review for Game Boy Advance on GamePro.com”. 《GamePro》. 2005년 3월 8일에 원본 문서에서 보존된 문서. 2017년 1월 21일에 확인함.
9. ↑  Frank Provo (2001년 9월 10일). “Advance Wars Review”. 《GameSpot》. 2017년 9월 12일에 원본 문서에서 보존된 문서. 2017년 1월 21일에 확인함.
10. ↑  Mark Asher (2001년 10월 15일). “Advance Wars”. 《GameSpy》. 2005년 2월 6일에 원본 문서에서 보존된 문서. 2017년 1월 21일에 확인함.
11. ↑  Craig Harris (2001년 9월 10일). “Advance Wars”. 《IGN》. 2017년 2월 2일에 원본 문서에서 보존된 문서. 2017년 1월 21일에 확인함.
12. ↑  “Advance Wars”. 《Nintendo Power》. 149권 (Nintendo of America). October 2001. 122쪽.